# 半日陰
半日陰（はんひかげ）とは午前中や、昼、午後など、1日の日が当たる時間の中である時間だけ日が当たる、又は部分的に日が当たる場所のことを表す。

## 利用
夏に日差しが差して暑い場合に、薄いネットを張ったりなどして少しだけ太陽光を通し涼むことなどに使われる。又、動物や植物などにとっても欠かせない場所で、カタツムリなどは半日陰、又は日陰などがないと干からびてしまう。植物はコケ・シダ類など、乾燥を好まないものに欠かせない。夏にはつる性植物を使ったグリーンカーテンなどで作ることもできる。